# La Courée
La Courée est un roman régionaliste de Marie-Paul Armand en trois tomes publiés en 1990, 1991 et 1992.
Cette trilogie raconte l'histoire de quatre générations d'ouvriers du Nord de la France, avec en toile de fond, l'histoire de cette région, de ses cheminots et des ouvriers des filatures, depuis les années 1860 jusqu'à la fin de la seconde guerre mondiale.

## Résumés

### Tome 1:La Courée
Dans la première partie du roman, la narratrice est Constance, une jeune fille de 13 ans. Fille de cheminot, elle vit dans un immeuble appartenant à la Compagnie du Nord habitée exclusivement par des salariés du chemin de fer à proximité d'une gare importante de la ligne Paris-Lille (très probablement Arras qui n'est pas précisée). Quand elle perd successivement sa mère du choléra et son père dans le train qu'il conduisait, elle est recueillie en 1866 par un oncle qui vit dans une courée  à Lille (quartier de Fives) et doit gagner sa vie. Elle connaît à 14 ans la dure vie des ouvrières des fabriques de textile, tissant du coton 12 heures par jour dans un vacarme abrutissant. Pour  échapper à la haine de sa tante désespérée d'avoir perdu sa fille dans un accident de train, elle se marie en 1872 avec Bart, un ouvrier métallurgiste belge à l'
usine de Fives, et en a deux filles Charlotte puis Hélène. Ils partent s'installer à Raismes, mais leur mariage se révèle très rapidement un échec.  
Après la mort de Bart, Constance se remarie avec Frédéric, son ami d'enfance et ils vont à Fourmies, à l'époque où éclate la célèbre fusillade. 
En 1893, Hélène épouse Maxime. Elle donne naissance à une petite fille, Louise, mais meurt après l'accouchement, et Charlotte épouse Maxime dont elle est amoureuse.

### Tome 2:Louise
Le second tome est centré sur la vie de Louise, la fille d'Hélène adoptée par Charlotte. 
Louise épouse un instituteur Mathieu avec qui elle vit à Tourcoing à partir de 1913.  Peu après la naissance de leur fils Benoît, Mathieu est mobilisé. Louise reste avec sa belle-famille à Tourcoing sous occupation allemande pendant les 3 premières années de  la première guerre mondiale dans des conditions très dures (mauvais traitements de l'occupant, famine). Elle apprend la mort de Mathieu prisonnier en Allemagne .  Pour assurer la survie de son fils sous-alimenté, elle accepte d'être évacuée en 1917 et regagne son village familial dans le Pas-de-Calais dans la partie non occupée de la France.

### Tome 3:Benoît
Le troisième tome se déroule lors du Front populaire, puis pendant l'occupation nazie, qui place le Nord  en zone interdite. Le récit est centré sur Benoît, le fils de Louise, cheminot lui aussi, et qui au début du roman, rêve de conduire la Pacific 231 .
Benoit et Muguette ont leur certificat d'étude en 1926 puis Benoît fait son apprentissage de mécanicien de locomotives. Liliane, 18 ans, fille de Cyrille et Jacqueline, épouse Lucien qui l'a engrossée et va habiter avec lui. Elle perd son enfant. Lucette meurt de diphtérie en 1932. A 19 ans, Benoit devient roulant puis chauffeur. Il part au service à Versailles en 1933. En 1935 il devient chauffeur de Cyrille.
Liliane a Jérémie en 1936. Benoit épouse Violette et va vivre avec elle. En 1938 Benoit a une locomotive. Maxime meurt en 1940. Richard est mobilisé. Charlotte est tuée. Lucien est en stalag. Louise découvre que Violette couche avec un nazi. En 1941 Liliane a Christian de Thomas, nazi, qui meurt en 1943. A la libération, Liliane et Violette sont rasées. Violette se jette sous le train de Benoit. Lucien reconnaît Christian. Benoit épouse Muguette en 1946. Elle a Maryse en 1948 et Mathieu en 1952. Cyrille meurt.

## Réception
Bien que peu relayée par la presse nationale, la trilogie fut un succès qui tira, toutes éditions confondues, à plus de 500 000 exemplaires. La romancière n'avait au départ envisagé qu'un seul tome.   
Outre le style, « sobre et efficace » selon L'Événement du jeudi, cette trilogie vaut également  par la description de la mentalité et de la manière de vivre de la classe ouvrière du Nord, ce qui lui confère un intérêt ethnographique et sociologique.

### Article
- Paul Renard, « Des romans « littérairement corrects » sur des femmes du Nord », De Franse Nederlanden-Les Pays-Bas français, no 22,‎ 1997, p. 75-89